# Bexley Barons
I Bexley Barons sono stati una squadra di football americano di Swanley, in Gran Bretagna. Fondati nel 1986, hanno chiuso nel 1989.

## Dettaglio stagioni

### Tornei nazionali

#### Campionato

##### BGFL Premiership
| Stagione | regular season | regular season | regular season | regular season | regular season | regular season | playoff | playoff | playoff | playoff | playoff | playoff          | playoff         |
|          | Vin            | Par            | Per            | Tot            | PF             | PS             | Vin     | Per     | Tot     | PF      | PS      | risultato        | avversaria      |
| -------- | -------------- | -------------- | -------------- | -------------- | -------------- | -------------- | ------- | ------- | ------- | ------- | ------- | ---------------- | --------------- |
| 1988     | 8              | 0              | 2              | 10             | 431            | 187            | 0       | 1       | 1       | 14      | 48      | Ottavi di finale | Woking Generals |
| Totale   | 8              | 0              | 2              | 10             | 431            | 187            | 0       | 1       | 1       | 14      | 48      |                  |                 |

Fonti: Enciclopedia del Football - A cura di Roberto Mezzetti

### Riepilogo fasi finali disputate
| Anno           | Luogo | Evento           | Fase del torneo  | Incontro                        | Risultato |
| 14 agosto 1988 |       | BGFL Premiership | Ottavi di finale | Woking Generals - Bexley Barons | 48 - 14   |